# Антолин, Хорхе
Хорхе Антолин (???, Мексика) — мексиканский актёр и телеведущий.

## Биография
Родился в Мексике. В мексиканском кинематографе дебютировал в 1984 году и с тех пор снялся в 11 работах в кино и телесериалах. В 2002 году решил порвать с кинематографом и переехать в Лос-Анджелес и устроиться на работу в телепередачу Alarma TV.

## Личная жизнь
В 1987 году женился на актрисе Синтии Клитбо, но личная жизнь не сложилась — спустя 2 года супруги развелись.

## Фильмография

### Избранные телесериалы
- 1985-2007 — «Женщина, случаи из реальной жизни»
- 1988 — «Сладкое желание» — Хоэль Кинтана.
- 2002-03 — «Таковы эти женщины» — Хулио Болестайн.